# Klinte socken
Klinte socken ingick i Gotlands södra härad, ingår sedan 1971 i Gotlands kommun och motsvarar från 2016 Klinte distrikt.
Socknens areal är 29,14 kvadratkilometer allt land. År 2020 fanns här 1 616 invånare. Tätorten Klintehamn och kyrkbyn Klinte med sockenkyrkan Klinte kyrka ligger i socknen. 

## Administrativ historik
Klinte socken har medeltida ursprung. Socknen tillhörde Hejde ting som i sin tur ingick i Hejde setting i Medeltredingen.
Vid kommunreformen 1862 övergick socknens ansvar för de kyrkliga frågorna till Klinte församling och för de borgerliga frågorna bildades Klinte landskommun. Landskommunen inkorporerades 1952 i Klintehamns landskommun och ingår sedan 1971 i Gotlands kommun.
1 januari 2016 inrättades distriktet Klinte, med samma omfattning som församlingen hade 1999/2000.  
Socknen har tillhört samma fögderier och domsagor som Gotlands södra härad. De indelta båtsmännen tillhörde Gotlands andra båtsmanskompani.

## Geografi
Klinte socken ligger vid Gotland västra kust, vid Klintehamn. Socknen är en bördig strandbygd med skog i öster. Lojsta hed.

### Gårdsnamn
Ganne, Hunninge, Klause, Klintebys, Loggarve, Mölner, Odvalds, Prästgården, Rannarve, Robbjäns, Sicklings, Snögrinde Lilla, Snögrinde Stora, Strands, Svarvare, Tyrvalds, Valle, Värsände.

### Ortnamn
Åvalle.

## Fornlämningar
Från bronsåldern några gravrösen och skeppssättningar. Från järnåldern finns åtta gravfält, varav ett stort vid Valle, stensträngar, några bildstenar och en fornborg på Klinteberget. Fem runristningar är kända.

## Namnet
Namnet (1300-talet Clintj) innehåller klint, 'hög, brant stupande kalkstensklippa' som syftar på den klint nedanför vilken kyrkan ligger.

## Befolkningsutveckling
| Befolkningsutvecklingen i Klinte socken 1750–2020 | Befolkningsutvecklingen i Klinte socken 1750–2020 | Befolkningsutvecklingen i Klinte socken 1750–2020 | Befolkningsutvecklingen i Klinte socken 1750–2020 | Befolkningsutvecklingen i Klinte socken 1750–2020 |
| --- | ------------------------------------------------- | ------------------------------------------------- | ------------------------------------------------- | ------------------------------------------------- |
| |                                                   |                                                   |                                                   |                                                   |
| År |                                                   |                                                   | Folkmängd                                         |                                                   |
| 1750 | 1750                                              |                                                   | 314                                               |                                                   |
| 1760 | 1760                                              |                                                   | 275                                               |                                                   |
| 1769 | 1769                                              |                                                   | 307                                               |                                                   |
| 1780 | 1780                                              |                                                   | 458                                               |                                                   |
| 1790 | 1790                                              |                                                   | 521                                               |                                                   |
| 1800 | 1800                                              |                                                   | 637                                               |                                                   |
| 1810 | 1810                                              |                                                   | 672                                               |                                                   |
| 1820 | 1820                                              |                                                   | 675                                               |                                                   |
| 1830 | 1830                                              |                                                   | 842                                               |                                                   |
| 1840 | 1840                                              |                                                   | 818                                               |                                                   |
| 1850 | 1850                                              |                                                   | 896                                               |                                                   |
| 1860 | 1860                                              |                                                   | 958                                               |                                                   |
| 1870 | 1870                                              |                                                   | 1 130                                             |                                                   |
| 1880 | 1880                                              |                                                   | 1 226                                             |                                                   |
| 1890 | 1890                                              |                                                   | 1 188                                             |                                                   |
| 1900 | 1900                                              |                                                   | 1 153                                             |                                                   |
| 1910 | 1910                                              |                                                   | 1 198                                             |                                                   |
| 1920 | 1920                                              |                                                   | 1 239                                             |                                                   |
| 1930 | 1930                                              |                                                   | 1 272                                             |                                                   |
| 1940 | 1940                                              |                                                   | 1 322                                             |                                                   |
| 1950 | 1950                                              |                                                   | 1 367                                             |                                                   |
| 1960 | 1960                                              |                                                   | 1 258                                             |                                                   |
| 1970 | 1970                                              |                                                   | 1 558                                             |                                                   |
| 1980 | 1980                                              |                                                   | 1 738                                             |                                                   |
| 1990 | 1990                                              |                                                   | 1 800                                             |                                                   |
| 2000 | 2000                                              |                                                   | 1 690                                             |                                                   |
| 2010 | 2010                                              |                                                   | 1 579                                             |                                                   |
| 2020 | 2020                                              |                                                   | 1 616                                             |                                                   |
| Anm: Källor: Umeå universitet - Tabellverket 1749-1859, Demografiska databasen, CEDAR, Umeå universitet, Befolkningsutvecklingen i Gotlands socknar 2000 - 2010, Befolkning per församling, Folkmängden per distrikt, landskap, landsdel eller riket efter kön. År 2015 - 2022. |                                                   |                                                   |                                                   |                                                   |

### Fotnoter
1. 1 2  Svensk Uppslagsbok andra upplagan 1947–1955: Klinte socken
2. ↑  ”Folkmängden per distrikt, landskap, landsdel eller riket efter kön. År 2015 - 2022”. Statistikdatabasen. Statistiska centralbyrån. http://www.statistikdatabasen.scb.se/pxweb/sv/ssd/START__BE__BE0101__BE0101A/FolkmangdDistrikt/. Läst 23 april 2023.
3. ↑  Harlén, Hans; Harlén Eivy (2003). Sverige från A till Ö: geografisk-historisk uppslagsbok. Stockholm: Kommentus. Libris 9337075. ISBN 91-7345-139-8
4. ↑  Administrativ historik för Klinte socken (Klicka på församlingsposten). Källa: Nationella arkivdatabasen, Riksarkivet.
5. ↑  Om Gotlands båtsmanskompani
6. 1 2  Sjögren, Otto (1931). Sverige geografisk beskrivning del 2 Östergötlands, Jönköpings, Kronobergs, Kalmar och Gotlands län. Stockholm: Wahlström & Widstrand. Libris 9939
7. 1 2 3  Nationalencyklopedin
8. ↑  Fornlämningar, Statens historiska museum: Klinte socken
9. ↑  Fornminnesregistret, Riksantikvarieämbetet: Klinte socken Fornminnen i socknen erhålls på kartan genom att skriva in sockennamn (utan "socken") i "Ange geografiskt område"
10. ↑  Mats Wahlberg, red (2003). Svenskt ortnamnslexikon. Uppsala: Institutet för språk och folkminnen. Libris 8998039. ISBN 91-7229-020-X. https://isof.diva-portal.org/smash/get/diva2:1175717/FULLTEXT02.pdf